# Ділянка узбережжя Азовського моря
Ділянка узбережжя Азовського моря — палеонтологічна пам'ятка природи місцевого значення. Об'єкт розташований на території Бердянського району Запорізької області, з південно-західного боку від села Луначарське, берег Азовського моря.
Площа — 5 га, статус отриманий у 1972 році.